# Terry Peak
Terry Peak är en bergstopp i Antarktis. Den ligger i Östantarktis. Nya Zeeland gör anspråk på området. Toppen på Terry Peak är 1 282 meter över havet, eller 262 meter över den omgivande terrängen. Bredden vid basen är 1,3 km.
Terrängen runt Terry Peak är huvudsakligen kuperad, men åt nordost är den bergig. Trakten är obefolkad. Det finns inga samhällen i närheten. 